# Рупрехт II (Насау)
Рупрехт II (на немски: Ruprecht II, * 1137, † 1159/1166) от Дом Насау е от 1154 г. граф на Насау.

## Произход
Той е най-възрастният син на граф Рупрехт I и Беатрис от Лимбург, дъщеря на херцог Валрам III. Не е известно дали е женен и дали има деца.